# Wolfgang Büttner (Historiker)
Wolfgang Albin Büttner (* 5. Juni 1926 in Adorf/Vogtl.; † 24. Dezember 2005 in Berlin) war ein deutscher Historiker und Politologe.

## Leben
Büttner entstammte einer vogtländischen Lehrerfamilie. Er besuchte die Oberschule in Ölsnitz, wurde aber noch 1944 zur Kriegsmarine eingezogen. 1945 diente er als Matrose auf einem Hilfskreuzer, der Verwundete und Flüchtlinge von Ostpreußen nach Dänemark transportierte. Während der letzten Tage des Zweiten Weltkrieges geriet er in Schleswig-Holstein in britische Kriegsgefangenschaft, aus der er nach einem Jahr entlassen wurde.
Büttner kehrte in seine vogtländische Heimat zurück, wo er 1947 das Abitur mit Auszeichnung bestand. Er arbeitete zunächst für die Freie Presse und wurde Parteisekretär der SED in Bad Elster. Nach einer Unterhaltung mit Otto Grotewohl, der dort eine Kur verbrachte, konnte er ab 1949 die Landesparteischule Sachsen besuchen. Im Anschluss übernahm er eine Dozentenstelle an der Landesvolkshochschule in Siebeneichen. 1957 begann er ein Fernstudium der Geschichte an der Berliner Humboldt-Universität, das er 1962 als Diplomhistoriker beenden konnte. Das Thema seiner Diplomarbeit war das politische Engagement von Georg Herwegh, mit dessen Biografie er sich auch später noch intensiv beschäftigte. So wurde er im September 1967 an der Philosophischen Fakultät der Berliner Universität mit der Dissertation Der politisch-ideologische Werdegang des deutschen Dichters Georg Herwegh zum Dr. phil. promoviert. Seine Arbeit erschien 1970 mit dem Titel Georg Herwegh, ein Sänger des Proletariats im Akademie-Verlag und bereits 1976 in zweiter, überarbeiteter Auflage.
1976 wurde Büttner Mitarbeiter am Zentralinstitut für Geschichte der Akademie der Wissenschaften der DDR. Als solcher übernahm er die Redaktion und später die Leitung der Herausgabe der illustrierten historischen hefte, eine Publikation von namhaften DDR-Historikern zu unterschiedlichen historischen Themen. Er selbst war Autor von zwei Heften dieser Reihe. 1986 habilitierte er sich an der Akademie der Wissenschaften mit einer Promotion B Über politische Tendenzen und Entwicklungen in der Feuilletonliteratur demokratischer Zeitungen der 40er Jahre des 19. Jahrhunderts zum Dr. sc.
Nach der Wende und friedlichen Revolution in der DDR gehörte er zu den Mitbegründern des Forum Vormärz Forschung (FVF), für dessen Jahrbücher er einige Beiträge verfasste. Wolfgang Büttner starb am 24. Dezember 2005 nach kurzer schwerer Krankheit im Alter von 79 Jahren in Berlin.
Seine Hauptforschungsgebiete waren der Vormärz und die Deutsche Revolution 1848/1849 sowie Dichterbiografien aus dieser Zeit, unter anderem Georg Herwegh, Ferdinand Freiligrath und Georg Weerth. Er beschäftigte sich aber auch mit der Französischen Revolution von 1789, über die er ein Jugendbuch verfasste und anlässlich des 200. Jahrestages 1989 einen Briefmarkensatz für das Ministerium für Post- und Fernmeldewesen der DDR auswählte und textete.

## Veröffentlichungen (Auswahl)
- Maxim Gorki, der Begründer des sozialistischen Realismus. (Lehrbrief), 2. Auflage, Zentralhaus für Kulturarbeit, Leipzig 1964.
- Georg Herwegh, ein Sänger des Proletariats. Der Weg eines bürgerlich-demokratischen Poeten zum Streiter für die Arbeiterbewegung. (Dissertationsschrift), 2. Auflage, Akademie-Verlag, Berlin 1976.
- Höhepunkt und Abschluss des Prozesses der revolutionären Überwindung des Feudalismus durch die kapitalistische Gesellschaftsordnung in Deutschland. (Lehrbrief), 3. Auflage, Fachschule für Klubleiter, Meissen-Siebeneichen 1977.
- Die grosse französische Revolution 1789–1794 und ihre Auswirkungen auf Deutschland. (Lehrbrief), 4. Auflage, Fachschule für Klubleiter, Meissen-Siebeneichen 1977.
- Tod dem König! Es lebe die Republik! (Illustrierte historische Hefte, Heft 7), Deutscher Verlag der Wissenschaften, Berlin 1977.
- Weberaufstand im Eulengebirge 1844. (Illustrierte historische Hefte, Heft 27), Deutscher Verlag der Wissenschaften, Berlin 1982.
- Über politische Tendenzen und Entwicklungen in der Feuilletonliteratur demokratischer Zeitungen der 40er Jahre des 19. Jahrhunderts. (Habilitationsschrift), Akademie der Wissenschaften, Berlin 1985.
- Pariser Glocken läuten Sturm. Bilder aus der grossen Französischen Revolution. Kinderbuchverlag, Berlin 1988, ISBN 978-3-358-01051-8.
- Die Menschenrechte im Comité sur les Principes Philosophiques des Droits de l'Homme der Unesco (1947/48). Ibidem, Stuttgart 2004, ISBN 978-3-89821-411-7.
- Was mir an Deutschland stinkt ... S.B. Verlagsgesellschaft, Mainz 2005, ISBN 978-3-9809322-0-2.